# L'Aurore (Reni)
Pour les articles homonymes, voir L'Aurore.
L'Aurore (en italien, Aurora) est une grande fresque de plafond baroque peinte en 1614 par Guido Reni pour le casino, ou maison-jardin, adjacent au palais Pallavicini Rospigliosi, à Rome. L'œuvre est considérée comme le chef-d'œuvre de la fresque.

## Casino dell'Aurora
Le casino et les peintures sont commandées par le cardinal Scipione Borghese, mécène d'art, et conçus par Giovanni Vasanzio (it) et Carlo Maderno. L'arrière donne sur la Piazza del Quirinale à Rome. La façade donne sur le petit jardin à côté du palais. Sur les murs de la salle se trouvent quatre fresques des Saisons de Paul Bril et deux Triomphes d'Antonio Tempesta.

## La fresque de l'Aurore
La fresque du plafond mesure 2,8 × 7 m de large. Elle est disposée dans un cadre peint ou quadro riportato et représente de droite à gauche, Aurora dans une robe dorée ondulante avec ses guirlandes volant au-dessus d'un paysage faiblement éclairé, conduisant un Apollon blond dans son char tiré par des chevaux, entouré d'une chaîne d'heures, composée de figures féminines, apportant la lumière au monde. Ce pourrait être aussi le Triomphe d'Apollon mené par l'Aurore. Au-dessus du quadrige, dans le ciel, vole le putto Phosphore avec une torche. Les zéphyrs soufflent à chaque extrémité.
Une interprétation de l'œuvre est que les symboles héraldiques incorporés sont destinés à relier le patron Scipione à Apollon, son patronage apportant « la lumière dans les ténèbres ». Cela a peut-être servi à soutenir l’accumulation vorace d’antiquités classiques de Borghèse.
Le style de l'œuvre est sobre et imite les poses des anciens sarcophages romains, qui étaient exposés dans la collection du cardinal. D'autres notent que le tableau fait écho en partie à un bas-relief de l'Arc de Constantin montrant Apollon dans un quadrige avec Phosphore.
Le cortège de chars rappelle la fresque centrale des Amours des Dieux, peinte par Annibale Carracci au Palais Farnèse, qui représente le Triomphe de Bacchus et d'Ariane. Cependant, il y a plus de sobriété classique dans un nombre restreint de figures, avec peu d'émotion, sans sur-accentuation de l'anatomie musculaire, faisant référence au-delà du maniérisme à une retenue de la haute Renaissance. Le quadrige se pavane à l'unisson ; les jeunes filles gambadent à un rythme placide.
La perspective est un peu négligée. Le style aux couleurs vives est un affront à la violence et au ténébrisme affichés par Caravage et ses disciples, bien qu'il s'agisse d'un pavillon commandé par l'un des premiers mécènes de Caravage, Scipione Borghese. On ne sait pas exactement comment la fresque se rapporte aux peintures murales de Paolo Brill. D'autre part, les fresques contemporaines d'Antonio Tempesta représentent également des triomphes : à droite, « un général romain en triomphe et couronné par la Victoire ailée », à gauche, un Triomphe de l'Amour.
Lorsqu'il le voit, en janvier 1729, au palais Pallavicini Rospigliosi, Montesquieu, trouve le tableau « admirable » et rapporte dans son journal de voyage : « Il n'y a rien de si gracieux que ses visages, ni rien de mieux que les chevaux qui traînent le char de l'Aurore ».